# 4101 Руйко
4101 Руйко (4101 Ruikou) — астероїд головного поясу, відкритий 8 лютого 1988 року.
Тіссеранів параметр щодо Юпітера — 3,343.
Названо на честь Руйко (яп. るいこう(涙香) руйко:).